# Diecezja Haimen
Diecezja Haimen (łac. Dioecesis Haemenensis chiń. 天主教海门教区) – rzymskokatolicka diecezja ze stolicą w Haimen w prefekturze miejskiej Nantong, w prowincji Jiangsu, w Chińskiej Republice Ludowej. Biskupstwo jest sufraganią archidiecezji nankińskiej.

## Historia
11 sierpnia 1926 papież Pius XI bullą Ut aucto erygował wikariat apostolski Haimen. Dotychczas wierni z tych terenów należeli do wikariatu apostolskiego Nankinu (obecnie archidiecezja nankińska).
28 października 1926 wikariusz apostolski Haimen Simon Chu Kaimin SI znalazł się wśród pierwszych księży chińskiego pochodzenia wyświęconych na biskupów. Sakry udzielił im osobiście papież Pius XI w Watykanie.
W wyniku reorganizacji chińskich struktur kościelnych dokonanej przez papieża Piusa XII 11 kwietnia 1946 wikariat apostolski Haimen podniesiono do godności diecezji.
Z 1950 pochodzą ostatnie pełne, oficjalne kościelne statystyki. Diecezja Haimen liczyła wtedy:
- 40 149 wiernych (0,8% społeczeństwa)
- 47 księży diecezjalnych
- 51 sióstr zakonnych
- 140 parafii.

Od zwycięstwa komunistów w chińskiej wojnie domowej w 1949 diecezja, podobnie jak cały prześladowany Kościół katolicki w Chinach, nie może normalnie działać.
W latach 1959–2006 diecezją zarządzał mianowany przez Patriotyczne Stowarzyszenie Katolików Chińskich antybiskup. Jednocześnie do 1960 oraz przynajmniej od 1985 diecezja miała uznanego przez papieża biskupa z Kościoła podziemnego.
Obecny, wyświęcony w 2010, biskup Haimen Joseph Shen Bin ma uznanie zarówno Stolicy Świętej jak i rządu pekińskiego.
Obecnie diecezja liczy ponad 30 000 wiernych (z których większość to rolnicy i robotnicy), 11 kapłanów, ok. 20 zakonnic i 3 seminarzystów. W jej skład wchodzą 24 parafie.

## Ordynariusze
- Simon Chu Kaimin SI (1926 - 1946 wikariusz apostolski, 1946 - 1960 biskup)
- sede vacante (być może urząd sprawował biskup(i) Kościoła podziemnego) (1960 - 1985)
- Mark Yuan Wenzai (1985 - 2007)
- Joseph Shen Bin (2010 - nadal)

### Antybiskupi
Ordynariusze mianowani przez Patriotyczne Stowarzyszenie Katolików Chińskich nieposiadający mandatu papieskiego:
- Matthew Yu Chengcai (1959 – 2006).